# Dasychira vagans
Dasychira vagans is een donsvlinder uit de familie van de spinneruilen (Erebidae). De wetenschappelijke naam van de soort is voor het eerst geldig gepubliceerd in 1913 door Barnes & McDunnough.
De soort komt in de bossen van het noordoosten van de Verenigde Staten voor en wordt daar soms het slachtoffer van Entomophaga maimaiga, een pathogene schimmelsoort. Actieve sporen van de schimmel worden in de vochtige grond aan de voet van bomen waargenomen, maar rupsen worden meestal niet besmet met de door de lucht verspreide conidia. Besmetting lijkt zich te beperken tot die soorten waarvan de rupsen zich gedurende de dag in bladafval op de bodem van het bos plegen te verschuilen en Dasychira vagans is daar een van. De rupsen komen daar waarschijnlijk in direct contact met de actieve sporen.